# Павловский, Виктор Александрович
Ви́ктор Алекса́ндрович Павло́вский (5 декабря 1925, Минск — 26 марта 1998, Севастополь) — советский и украинский актёр. Народный артист Украинской ССР (1982). Ветеран Великой Отечественной войны.

## Биография
Родился в семье военнослужащего. В 1942 году поступил в Ленинградский государственный театральный институт (ЛГИТМиК), с 20.11.1942 года в рядах Красной Армии.
По январь 1944 года Виктор Павловский учился в Полтавском танковом училище, участник Великой Отечественной войны с февраля 1944 г., гвардии младший лейтенант, командир танка Т-34 46-го отдельного батальона связи.
После окончания войны до 1947 года служил в частях советских войск, находившихся на территории Болгарии и Румынии.
В 1947 году демобилизовался и поступил в Московское театральное училище им. М. С. Щепкина. Окончив его, в сентябре 1951 года стал артистом Севастопольского драматического театра им. Бориса Лавренёва Черноморского флота СССР.
В кино Виктор Павловский играл преимущественно комические роли второго плана. Довольно часто снимался у таких режиссёров, как Георгий Юнгвальд-Хилькевич, Александр Павловский, Владимир Алеников.
В Севастопольском драматическим театре Павловским было осуществлено около двадцати постановок, самая известная из которых, увидевшая свет в 1983 году — «Женихи по объявлению». Она пережила своего создателя, являясь по сей день одной из самых кассовых в репертуаре театра.
В 1968 году Виктору Павловскому было присвоено звание Заслуженного артиста Украинской ССР, а в 1982 году он был первым жителем Севастополя, удостоенным звания Народного артиста Украинской ССР. Как участник Великой Отечественной войны награждён орденом Отечественной войны II степени
Скончался в 1998 году в Севастополе. Похоронен актёр на севастопольском кладбище 5-й км («Кальфа», новая сторона квартал 39, 4-й ряд, могила 1А).
Был женат. Дочь Елена родилась в 1953 году. Проживал в Ялте.

## Фильмография
1. 1959 — Любой ценой
2. 1968 — Один шанс из тысячи — Вайзинг
3. 1969 — Опасные гастроли — филёр
4. 1978 — Д’Артаньян и три мушкетёра — судейский
5. 1979 — Аллегро с огнём — командир ОВРа
6. 1979 — Жил-был настройщик — точильщик ножей
7. 1980 — Испанский вариант — министр Хордана
8. 1980 — «Мерседес» уходит от погони — шофёр Шульте
9. 1981 — Куда он денется! — сторож
10. 1982 — Трест, который лопнул — полицейский
11. 1982 — Женатый холостяк — Антон Филиппыч
12. 1983 — Двое под одним зонтом
13. 1983 — Зелёный фургон — глухой севериновец
14. 1983 — Приключения Петрова и Васечкина — Николай Иванович, учитель труда
15. 1983 — Раннее, раннее утро — продавец книг
16. 1986 — Была не была — Трофимыч
17. 1986 — На острие меча
18. 1987 — Топинамбуры
19. 1988 — Криминальный талант — Иван Савёлович
20. 1988 — Приморский бульвар — больной с переломом
21. 1988 — Узник замка Иф — управляющий в банке барона Данглара
22. 1988 — Утреннее шоссе
23. 1989 — Дежа вю — Васин
24. 1989 — Светлая личность — сотрудник КЛООПа
25. 1989 — Искусство жить в Одессе — Гриша Паковский
26. 1989 — Биндюжник и Король — ходатай по делам
27. 1990 — Морской волк — Холиок
28. 1991 — Джокер — тюремщик
29. 1992 — Мушкетёры двадцать лет спустя — бывший судейский
30. 1992 — Похитители воды — член правительственной комиссии
31. 1992 — Прощение — швейцар в ресторане
32. 1995 — Без ошейника — мужик с апельсинами
33. 1997 — Аферы, музыка, любовь… — Лев (роль озвучил Игорь Ясулович)[2]